# Anna Karenina. Historia Wrońskiego
Anna Karenina. Historia Wrońskiego (ros. Анна Каренина. Исто́рия Вро́нского) – rosyjski film  z 2017 roku w reżyserii Karena Szachnazarowa będący swobodną adaptacją powieści Lwa Tołstoja o tym samym tytule z wykorzystaniem wspomnień Wikientija Wieriesajewa zawartych w książce „Na wojnie japońskiej”. Oprócz wersji kinowej zrealizowana została rozbudowana 8-odcinkowa wersja telewizyjna.